# Kloster Burrishoole

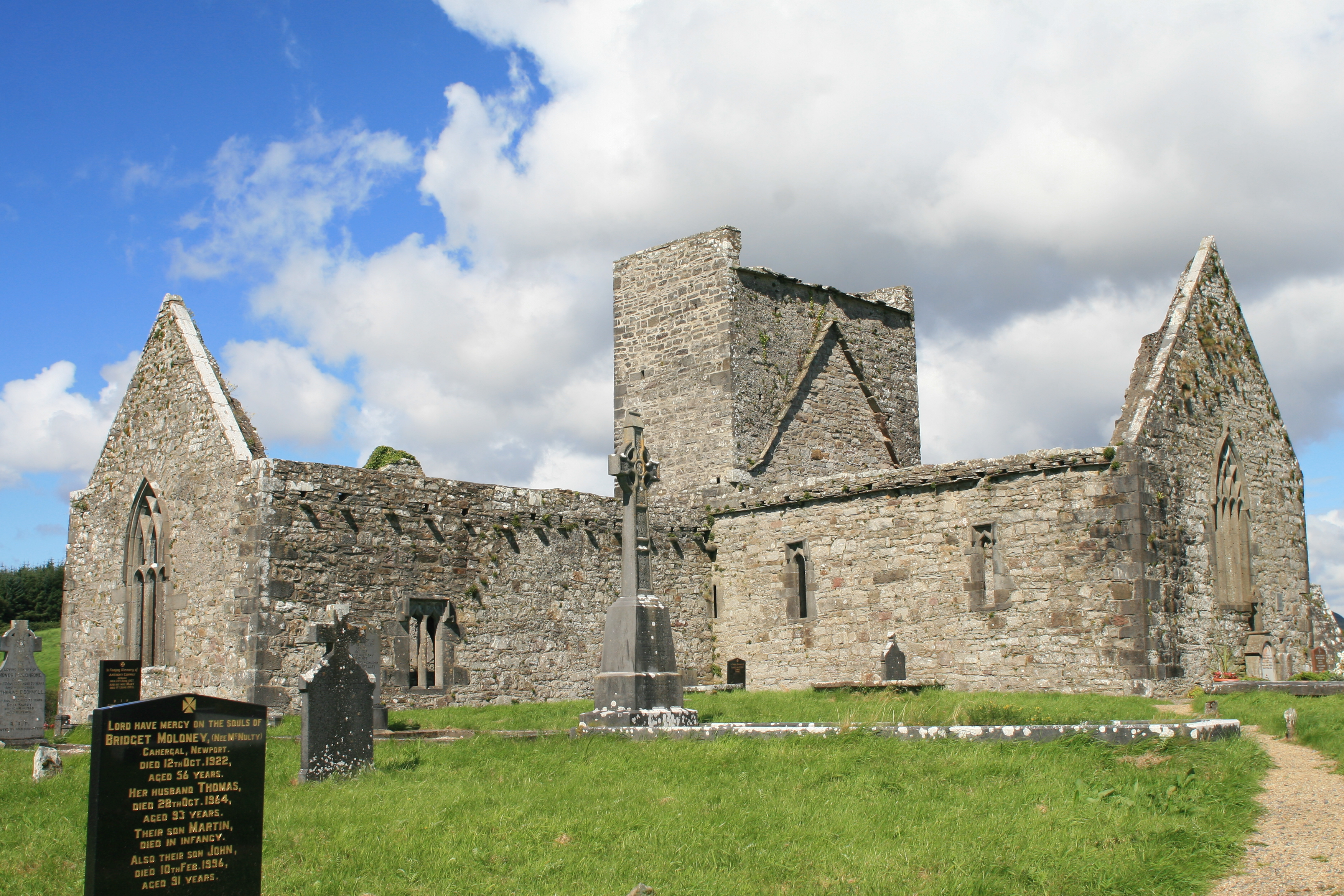
Südostansicht des Klosters mit dem Chor rechts und dem südlichen Querschiff links

Das Kloster Burrishoole (irisch Buiríos Umhaill) wurde um 1469 als Haus der Dominikaner in der Diözese Tuam gegründet und 1486 durch eine päpstliche Bulle nachträglich genehmigt. Das Kloster wurde im Rahmen der Reformation aufgehoben, wurde aber danach noch für einige Zeit weiter genutzt.

## Geographische Lage

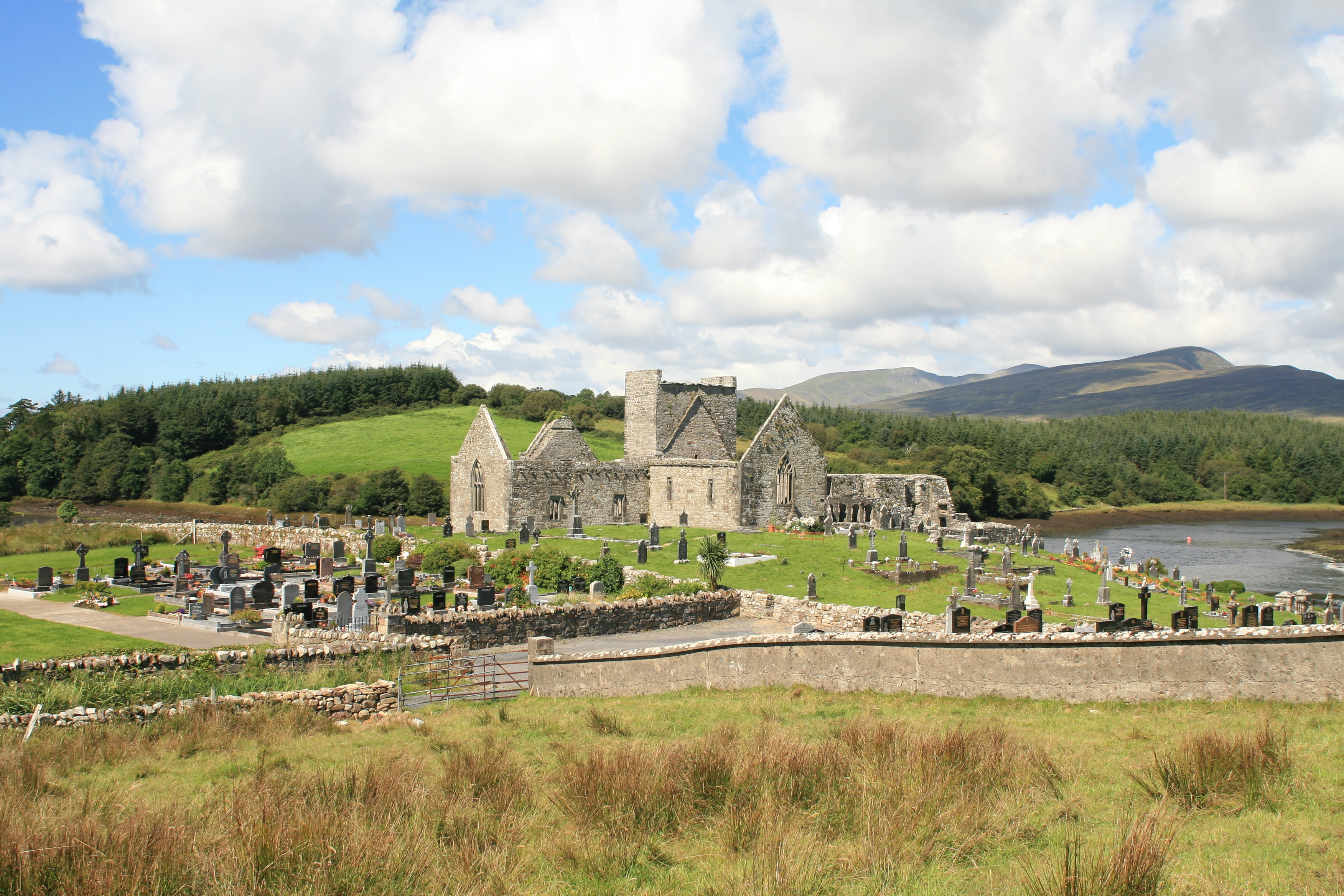
Blick auf die Anhöhe mit dem Kloster aus südöstlicher Richtung mit dem Burrishoole Channel und dem Berg An Bhinn Ghorm im Hintergrund

Das Kloster liegt bei Newport im County Mayo auf einer kleinen Anhöhe am Burrishoole Channel, einem kleinen Meeresarm, der zwei Seen, den Lough Feeagh und den Furnace Lough, in den Atlantik an der Westküste Irlands ableitet. Der Meeresarm bildet um die Anhöhe einen sehr geschützten natürlichen Hafen, der bis heute genutzt wird. Zu der Zeit des Klosters war die dadurch mögliche Fischerei eine wichtige wirtschaftliche Ressource. Rundum eröffnen sich weite Blicke auf die Berge Mayos. So ist im Süden der Croagh Patrick zu sehen und im Norden die Berge des Nephin-Beg-Massivs.

## Name des Klosters
Die Gegend des Klosters wurde in Altirisch Umall genannt und war ein irisches Kleinkönigreich. Während der englisch-normannischen Invasion fiel nach der Eroberung Connachts im Jahr 1235 das Territorium an Henry Butler, der dort eine Burg und eine Stadt errichtete. Solche Lehen, für die eine jährliche Pacht an die Krone zu entrichten war, wurden im 13. Jahrhundert in Englisch burgage genannt. In die mittelirische Sprache übernommen wurde daraus buiríos, das später wiederum zur Vorsilbe burris anglisiert wurde. Aus burris und dem alten irischen Namen Umall, der in der Zeit der Tudors zu Oules anglisiert wurde, entstand der Name Burrishoole.

## Geschichte
Die Gründung erfolgte 1469 durch Richard de Burgo von Turlough, jedoch ohne päpstliche Genehmigung, womit sich sowohl der Gründer als auch die ersten einziehenden Dominikaner der Gefahr der Exkommunikation aussetzten. Der Gründer selbst nahm den Habit des Ordens an und verstarb 1473 im Kloster. Erst 1486 wurde eine päpstliche Bulle erlassen, die die Gründung nachträglich genehmigte und den Erzbischof von Tuam anwies, den Mönchen dieses kirchenrechtliche Vergehen zu verzeihen.
Während der Desmond-Rebellionen wurde die Umgegend des Klosters in den 1580er-Jahren durch Sir Nicholas Maltby verwüstet. Aus dieser Zeit wird die Geschichte überliefert, dass Honor Burke, eine junge Nonne aus einem Konvent der Dominikanerinnen in der Nähe, sich auf der Flucht in dem Kloster für eine Woche ohne Nahrung versteckte. Sie wurde 1653 heiliggesprochen.
Im Rahmen der Reformation wurde das Kloster zunächst Nicholas Weston übereignet. 1606 ging das Kloster an John King in Dublin über. Dessen ungeachtet verblieben die Mönche noch in dem Kloster. Es gelang den Mönchen sogar, nach einem Rauswurf wieder zurückzukehren. So ist etwa ein Schreiben von Richard Butler, 1. Earl of Arran, in seiner Funktion als Lord Deputy von Irland überliefert, in dem er im August 1683 bei Lord Ormonde nachfragte, was er alles unternommen habe, um die Mönche und Nonnen von Burrishoole zu vertreiben. Allerdings war das Kloster nach der letzten Rückkehr bereits eine Ruine, und die Dominikaner konnten sich nur noch für wenige weitere Jahre dort halten.

## Architektur

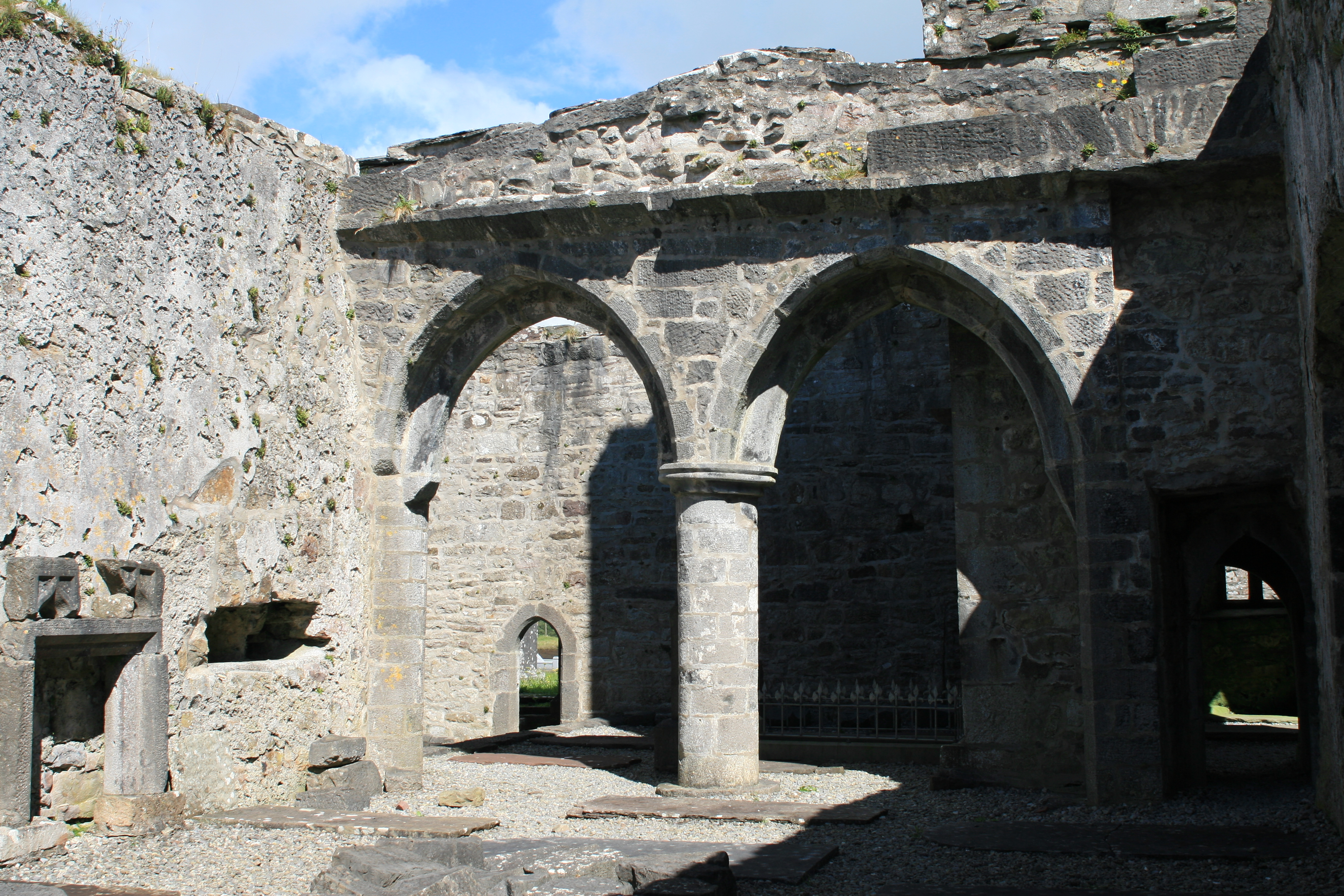
Blick aus dem südlichen Querschiff durch die beiden Arkaden in das Kirchenschiff

Die zum Kloster gehörende Kirche besteht aus einem Chor, einem Turm, einem Kirchenschiff und einem südlichen Querschiff, das mit zwei Arkaden vom Kirchenschiff abgetrennt ist. Auf der nördlichen Seite gliedert sich der Klostergarten an, dessen umliegende Wohngebäude fast völlig zerfallen sind. Ungewöhnlich ist der Turm, der deutlich von der Architektur der Dominikaner in Irland abweicht; er ist sehr niedrig gehalten und folgt hierin dem Vorbild der Zisterzienser.